# Bröllopsmyrtjärnen
Bröllopsmyrtjärnen är en sjö i Sundsvalls kommun i Medelpad och ingår i Indalsälvens huvudavrinningsområde.